# 陳謙 (成化進士)
陳謙（1431年—？），字天益，浙江杭州府錢塘縣人，匠籍。明朝政治人物。進士出身。

## 生平
成化七年（1471年）辛卯科浙江鄉試第十三名。成化八年（1472年）壬辰科會試第六十五名，殿試登進士第二甲第六十七名。

## 家族
曾祖父陳德。祖父陳禮。父亲陳信。